# Девушка, которая играла с огнём
Это статья о книге Стига Ларссона. О фильме Даниэля Альфредсона см. статью Девушка, которая играла с огнём (фильм).
«Девушка, которая играла с огнём» (швед. Flickan som lekte med elden) — детективный роман, вторая книга из трилогии «Миллениум» шведского писателя Стига Ларссона. Была опубликована на шведском языке в 2006 году и на английском в 2009 году. На русский язык переведена Инной Стребловой.
Книга заняла первое место в книжном чарте Великобритании по версии журнала Bookseller, будучи первым и единственным переведенным романом в списке.
В 2009 году была снята шведская экранизация книги. Режиссёр картины — Даниэль Альфредсон.

## Сюжет
Формально книга разделена на пролог и четыре главы.

### Пролог
В прологе описываются переживания девушки, лежащей в тёмной комнате привязанной ремнями к койке неизвестным мужчиной. Чтобы не падать духом, она переживает в памяти момент из своего прошлого, как она подожгла машину с сидящим в ней человеком, бросив внутрь салона наполненный бензином пакет из-под молока и зажжённую спичку.

### Неправильные уравнения
Лисбет Саландер, закончив работать по делу Веннерстрёма, на время покидает Швецию и начинает путешествовать по миру. В начале главы она оказывается в Сент-Джордже, столице Гренады — островного государства в Карибском море. Лисбет изучает математику, в частности, Великую теорему Ферма. Из своего гостиничного номера Саландер слышит через стенку, как её сосед из Техаса, доктор Форбс, раздаёт пощёчины своей жене. Лисбет Саландер знакомится на почве общих интересов в математике с живущим в маленькой хижине шестнадцатилетним студентом Джорджем Блендом. Бленд не достаёт Саландер с личными вопросами, такая компания представляется ей приятной, и у пары завязываются интимные отношения.
С помощью своих связей в хакерском сообществе Саландер заказывает досье на своего соседа доктора Форбса. Оказывается, что доктор Форбс работает в Фонде Девы Марии и был обвинён в растрате средств фонда. У него нет активов, зато жена — наследница состояния в 40 млн долларов.
Острову начинает угрожать ураган Матильда, и все постояльцы отеля перемещаются в убежище в подвале отеля. Саландер отправляется к ветхой хижине Бленда, чтобы увести его в отель. На пути к отелю Саландер замечает на пляже Форбса, пытающегося убить свою жену. Вооружившись ножкой от стула, Лисбет спасает женщину от гибели и отводит её в отель, оставляя урагану разобраться с телом Форбса. Перенёсшая тяжёлое сотрясение мозга жена Форбса начинает безутешно оплакивать мужа. Лисбет запрещает Бленду рассказывать полиции о том, что произошло, и на следующее утро полиция находит мёртвое тело Форбса в шестистах метрах от отеля.

### From Russia with Love
Вторая часть книги начинается с возвращения Лисбет Саландер в Стокгольм. На украденные у Веннерстрёма деньги Саландер покупает себе просторную квартиру в Мосебакке и съезжает со своей старой квартиры на Лундагатан. В ту квартиру она бесплатно поселяет свою подругу и сексуальную партнёршу Мириам Ву, требуя от той всего лишь передавать ей приходящую на старый адрес почту.
Формальный опекун Саландер, Нильс Бьюрман, после событий первой книги продолжает копить ненависть на подопечную. Он отказывается от всех своих клиентов, кроме Лисбет, с целью попытаться её поймать и уничтожить компрометирующий его диск. Он кропотливо изучает всю её медицинскую документацию и узнаёт про «Весь Этот Кошмар» и прошлое Саландер, человек из которого является сильнейшим союзником Бьюрмана.
Тем временем Микаэль Блумквист, издатель журнала «Миллениум», уже год как потерял все контакты с Саландер, из-за того, что та даже не читала его писем. С Блумквистом связывается молодой журналист Даг Свенссон, занимающийся исследованием секс-торговли Швеции и пользования в высоких кругах услугами несовершеннолетних девушек. Блумквист тотчас же уходит с головой в расследование и планирует отвести под него весь следующий номер журнала. Саландер со своего компьютера проникает в ноутбук Микаэля и узнаёт о расследовании. Имя «Зала» её заинтриговывает, и она наносит визит Дагу Свенссону и его подруге Миа Бергман, пишущей диссертацию на смежную тему. Однако Свенссона и Бергман находят убитыми в их квартире, и все подозрения в итоге падают на Саландер, чьи отпечатки находят на орудии убийства.

### Абсурдные уравнения
Блумквист рассказывает Эрике Бергер о произошедшем ночью двойном убийстве. Следующим утром редакция журнала проводит экстренное заседание, на котором решается отложить публикацию книги Дага Свенссона и тематического номера «Миллениума». Вместо этого принимается решение исследовать материалы Свенссона с целью определить возможные мотивы его убийства. Микаэль Блумквист, работавший вместе со Свенссоном, берётся дописать его книгу.
Прокурор Рихард Экстрём собирает следственную группу во главе с инспектором Яном Бублански и его ближайшей сотрудницей Соней Мудиг. Команда идентифицирует на орудии убийства отпечатки пальцев Саландер. Они находят документы, свидетельствующие о Саландер как о склонной к насилию психически неуравновешенной девушке, имеющей за плечами прошлое проститутки. Находится также и связь Саландер с Арманским из «Милтон Секьюрити» и Нильсом Бьюрманом. Бублански наносит визит Арманскому, однако уходит от него в чрезвычайном удивлении, узнав о доверии Арманского к Саландер и его разительно контрастирующее с официальными данными мнение об её интеллектуальных способностях. После этого Бублански посещает Блумквиста и Эрику Бергер, которых вводит в ступор известие о проблемах с психикой у Саландер, но Блумквист также настаивает, что у Саландер таких проблем нет. Изучая круг общения Саландер, Мудиг находит Бьюрмана застреленным в своей квартире, и Саландер становится главной подозреваемой в тройном убийстве. В свете новых данных Экстрём решается провести пресс-конференцию, во время которой раскрывает всем имя Лисбет Саландер и её психиатрический анамнез.
Микаэль Блумквист заручается поддержкой в своём расследовании у Малин Эрикссон, ответственного редактора «Миллениума». В ходе расследования он обнаруживает, что Саландер взломала его ноутбук. Он оставляет на нём же сообщение для неё в виде текстового файла, и вскоре Лисбет ему немногословно отвечает, указывая на имя «Зала». Блумквист через материалы Свенссона выходит на пользовавшегося услугами несовершеннолетних проституток Гуннара Бьёрка — полицейского, пребывающего в отпуске по болезни. В ответ на угрозу Блумквиста о разоблачении, он соглашается сделать наводку на Залу.
Драган Арманский решает со своей стороны помочь расследованию полиции и отправляет от «Милтон Секьюрити» двух своих людей — бывшего инспектора полиции Сонни Бомана и новобранца Никласа Эрикссона. Последний скрытно желает отомстить Саландер за прошлые обиды. В целом никто из коллектива агентства, кроме самого Арманского, не поддерживает теорию о невиновности Саландер из-за своего предвзятого отношения к ней, сложившегося во время её работы в агентстве.
Из своей поездки в Париж возвращается Мириам Ву, которую тут же увозят в полицейский участок, где она подтверждает интеллект и психическую устойчивость Саландер. Несмотря на это, Никлас Эрикссон анонимно сливает информацию о Мириам Ву и её нетрадиционной сексуальной ориентации журналистам. Кроме того, прессе достаётся информация о прошлом Лисбет Саландер, в которой отсутствуют сведения о её жизни в возрасте от 11 до 14 лет.

### В стиле Терминатора
Блумквист заручается поддержкой Паоло Роберто, чемпиона по боксу, обучавшего Саландер. В то же время Блумквист, по подсказке Саландер, сосредотачивается на Зале, связывающем три убийства и секс-трафик. Блумквист и его помощники также находят пробел в биографии Саландер.
Роберто ищет для разговора Мириам Ву и становится свидетелем её похищения на фургоне неким белокурым гигантом. Он преследует фургон и приезжает на склад, расположенный к югу от Нюкварна, где вступает в боксёрский матч с гигантом. В ходе боя он обнаруживает, что его противник необычайно мускулист и нечувствителен к боли, однако ему удаётся оглушить гиганта ударом деревянной доской по голове во время его конвульсий от удара Мириам в пах. С тяжёлыми травмами Ву и Роберто удаётся скрыться от гиганта, который позже возвращается на склад и устраивает пожар.
Саландер приезжает в летний домик Бьюрмана и находит в нём недостающую ей информацию. Она устанавливает связь Бьюрмана с Залой. Согласно полученным сведениям, настоящее имя Залы — Александр Залаченко. В это же время в летний домик с целью диверсии приезжают два члена байк-клуба «Свавельшё МК» (швед. Svavelsjö MC). Саландер нокаутирует обоих и скрывается на одном из их мотоциклов.
Блумквист находит у себя дома связку ключей, которую подобрал за Лисбет, когда защищал её от первого нападения. Он находит её роскошную новую квартиру на Фискаргатан, а также DVD с надписью «Бьюрман». Из сведений, полученных от Бьёрка, Микаэлю становится известно, что Залаченко — бывший советский гражданин, перебежчик-невозвращенец, офицер разведки, перебежавший в годы «Холодной войны» на сторону «Свободного мира» и шведских спецслужб, который после развала Советского Союза стал заниматься секс-торговлей. Блумквист узнаёт о связи белокурого гиганта Рональда Нидермана с убийствами и находит его адрес на ферме в Гессеборге.
Одновременно с этим о Нидермане узнаёт и Саландер. Она отправляется к Гессеборге, немного опережая Блумквиста. Читатель узнаёт, что Залаченко — отец Лисбет, регулярно избивавший её мать. После особо жестокого избиения, результатом которого стала череда кровоизлияний в мозг, повлекших недееспособность, а позже и смерть матери, Лисбет в возрасте 12 лет попыталась сжечь Залаченко в машине. После этого её упрятали в психиатрическую больницу (случился «Весь Этот Кошмар»). Инцидент намеренно скрывался спецслужбами из-за важности Залаченко как информатора.
Залаченко замечает Саландер благодаря камерам и детекторам движения и схватывает её. Он рассказывает ей, что Нидерман — её единокровный брат. При попытке Саландер бежать Зала стреляет ей в бедро, плечо и голову из браунинга 22 калибра, однако такой калибр не убивает Саландер. Нидерман хоронит Лисбет живьём, но она позднее выкапывается из могилы и сильно калечит Залаченко топором, пугая Нидермана настолько, что тот бежит. По пути к Гессеборге его ловит Блумквист и привязывает к дорожному указателю буксирным тросом. Он приезжает на ферму и находит беспомощную Саландер, лежащую на диване с направленным на него пистолетом. Он кладёт пистолет на пол и вызывает спасателей.

## Действующие лица

### Главные герои
- Микаэль Блумквист — журналист и издатель журнала «Миллениум».
- Лисбет Саландер — девушка-хакер, жертва заговора спецслужб, подозреваемая в тройном убийстве.

### Связанные с журналом «Миллениум»
- Эрика Бергер — главный редактор «Миллениума» и любовница Микаэля Блумквиста.
- Даг Свенссон — независимый журналист, работающий над разоблачительной книгой о секс-торговле в Швеции.
- Миа Бергман — девушка Дага Свенссона, готовится к защите диссертации на тему секс-торговли в Швеции.
- Малин Эрикссон — ответственный редактор «Миллениума».
- Кристер Мальм — совладелец, арт-директор и дизайнер «Миллениума».
- Хенри Кортеc — журналист-стажер.
- Лотта Карим — журналистка-стажер.
- Моника Нильссон — журналистка «Миллениума».

### Связанные с полицейским расследованием
- Рихард Экстрём — прокурор по делу Саландер.
- Ян Бублански — глава расследования.
- Соня Мудиг — следователь.
- Ханс Фасте — сексистски настроенный следователь.
- Курт Андерссон — офицер полиции.
- Йеркер Хольмберг — полицейский.

### Связанные с «Милтон Секьюрити»
- Драган Арманский — бывший начальник Лисбет Саландер и директор «Милтон Секьюрити».
- Сонни Боман — бывший полицейский и участник группы «Милтон Секьюрити» по содействию расследованию.
- Юхан Фреклунд — организатор операций «Милтон Секьюрити» и участник группы по содействию полиции.
- Никлас Эрикссон — участник группы «Милтон Секьюрити» по содействию полиции, испытывающий личную неприязнь к Саландер.

### Связанные с организацией Залы
- Александр Залаченко, он же Зала и Карл Аксель Бодин — отец Саландер и белокурого гиганта Рональда Нидермана, перебежчик из ГРУ. Глава крупной преступной организации, занимающейся торговлей наркотиками, оружием и проститутками.
- Рональд Нидерман — белокурый гигант, единокровный брат Саландер.
- Карл Магнус Лундин — президент мотоклуба «Свавельшё МК», наркодилер и организатор попытки похищения Саландер.
- Сонни Ниеминен — член мотоклуба «Свавельшё МК» и соучастник попытки похищения Саландер.

### Остальные персонажи
- Мириам «Мимми» Ву — студентка университета и непостоянная любовница Саландер.
- Нильс Бьюрман — адвокат и опекун Лисбет Саландер.
- Паоло Роберто — бывший профессиональный боксер и инструктор Саландер по боксу.
- Хольгер Пальмгрен — адвокат, бывший опекун Лисбет Саландер, сложивший с себя полномочия после инсульта.
- Гуннар Бьёрк — бывший сотрудник СЭПО, информатор Блумквиста.
- Пер-Оке Сандстрём — независимый журналист, который подрабатывал у Залы наркокурьером.
- Джордж Бленд — подросток, познакомившийся с Лисбет в Гренаде и ставший её любовником.
- Ричард Форбс — сосед Саландер по гостинице в Гренаде.
- Джеральдина Форбс — супруга Ричарда Форбса.
- Анника Джаннини — сестра Микаэля Блумквиста, адвокат.
- Грегер Бекман — супруг Эрики Бергер.

## Интересные факты
- Персонаж Паоло Роберто является реальной личностью. Завершив карьеру боксера, он стал телеведущим, а также пробовал себя в роли политика. В экранизации книги Роберто сыграл самого себя[4][5].
- В первой части книги Саландер изучает книгу «Измерения в математике» (англ. Dimensions in Mathematics), написанную неким Л. Парно и опубликованную издательством Гарвардского университета Harvard University Press в 1999 году. 9 февраля 2009 года Harvard University Press опубликовала на своем сайте заявление о том, что книга, так же, как и её автор, является чистой фикцией[6].
- Персонаж Карл Аксель Бодин назван в честь исторической персоны. Бодин родился в Карлстаде, позже переехал в Сундсвалль. В Норвегии присоединился к войскам СС, а к концу Второй мировой войны был прикомандирован к шведскому филиалу гестапо. По окончании войны Бодин вместе с другим шведским добровольцем совершили попытку угона автомобиля для побега на родину, но были замечены владельцем машины. В результате перестрелки друг Бодина и владелец авто были убиты. Бодину же удалось сбежать и пересечь границу[7].